# ساتورو ميوشي
ساتورو ميوشي (باليابانية: 三好 悟) هو مجدف ياباني، ولد في 10 يونيو 1963.

## وصلات خارجية
- ساتورو ميوشي على موقع الاتحاد الدولي للتجديف (الإنجليزية)
- ساتورو ميوشي على موقع اللجنة الأولمبية الدولية (الإنجليزية)
- ساتورو ميوشي على موقع أوليمبيديا (الإنجليزية)